# As-Salam Al-Malaki Al-Urduni
Quốc ca của Jordan có tên gọi là Al-salam Al-malaki Al-urdoni (tiếng Ả Rập: السلام الملكي الأردني). Bài quốc ca này được sử dụng năm 1946. Lời ca do Abdul Monem Al-Refai viết. Âm nhạc do Abdul Qader al-Taneer sáng tác. Bản đầu tiên cực ngắn (đoạn đầu là bản đầu tiên), sau đó bài quốc ca này được sáng tác thêm đạt độ dài như hiện nay.

## Lời ca
Quốc ca Hoàng gia Jordan
| Tiếng Ả Rập | Phát âm | Dịch ra tiếng Việt |
| --- | --- | --- |
| عاش المليك سامياً مقامهُ خافقاتٍ في المعالي أعلامه نحن أحرزنا المنى يوم أحييت لنا نهضة تحفزنا تتسامى فوق هامِ الشهب يا مليك العرب لك من خير نبي شرف في النسب حدثت عنه بطون الكتب الشباب الأمجد جندك المجند عزمه لا يخمد فيه من معناك رمز الدأب يا مليك العرب لك من خير نبي شرف في النسب حدثت عنه بطون الكتب دمت نوراً وهدى في البرايا سيدا هانئا ممجدا تحت أعلامك مجد العرب يا مليك العرب لك من خير نبي شرف في النسب حدثت عنه بطون الكتب | A-Sha-al Maleek Sa-Mi-yan-ma-qa mu-ho Kha-fi-qa-tin fil ma-ali a-lam m-hu Nahnu ahrazna al muna Yawma ahyayta lana Nahdaton tahfixona Tatasama fawqa hami ash-shohobi Ya malika al-arabi Laka min khayri nabi Sharafon fil nasabi Haddathat anhubutuno al-kotobi Ash-shababul amjadu Junduka al-mujannadu Azmuhu la yakhmadu Fehee min ma'naka ramzu al-da'abi Ya malika al-arabi Laka min khayri nabi Sharafon fil nasabi Haddathat anhubutuno al-kotobi Domta nooran wa huda Fil baraya sayyida Hani'an mumajjada Tahta a'lamuka majdol arabi Ya malika al-arabi Laka min khayri nabi Sharafon fil nasabi Haddathat anhubutuno al-kotobi | IĐức vua muôn năm! Đức vua muôn năm! Cao cả thay ngôi vương của Ngài Lá cờ của Ngài tung bay vẫy vùng trong vinh hiển tối cao IIChúng ta đã đạt được mục tiêu đề ra Vào ngày mà Ngài lên ngôi Công cuộc cách mạng đã đem lại động lực Vươn tới những vì sao cao nhất Điệp khúc:Đức vua của nhân dân Ả Rập Nhờ Đấng Tiên tri mà Ngài có được Sự vinh dự của vương triều Được nhắc đến sâu sắc trong kinh sách IIITất cả những thanh niên trai trẻ Sẽ là cánh tay đắc lực của Người Dũng khí của họ sẽ không bao giờ tắt Đó là biểu tượng của sự bền bỉ Điệp khúcIVMong Ngài được sống trong sự dẫn đường của ánh sáng Hỡi vị anh minh đuổi hết những tội lỗi và những điều sai trái Hãy sống trong hạnh phúc và trang nghiêm Lá cờ của Ngài hiện lên vinh quang của thế giới Ả Rập Điệp khúc |